# 10224 Hisashi
10224 Hisashi è un asteroide della fascia principale. Scoperto nel 1997, presenta un'orbita caratterizzata da un semiasse maggiore pari a 2,4317470 UA e da un'eccentricità di 0,1655299, inclinata di 3,42755° rispetto all'eclittica.